# Batalha de Saratoga
As Batalhas de Saratoga, chamada também de A Batalha de Saratoga (19 de setembro e 7 de outubro de 1777) foi o confronto que decidiu o destino do exército do General britânico John Burgoyne durante a Guerra Revolucionária Americana e também é reconhecida como o momento em que o conflito começou a virar em favor dos Estados Unidos. As duas grandes batalhas foram travadas com oito dias de diferença no mesmo terreno, a 14 km de Saratoga, Nova Iorque. A campanha de Burgoyne, cujo objetivo era dividir a região da Nova Inglaterra, começou bem mas acabou mudando devido a problemas logísticos depois de uma vitória tática conquistada sobre o Exército Continental sob o comando General americano Horatio Gates em 19 de setembro na Batalha da Fazenda Freeman, mas à um custo bem alto. Suas conquistas foram apagadas quando ele atacou novamente os americanos em 7 de outubro na Batalha de Bemis Heights e os estadunidenses acabaram por capturar boa parte do exército inglês. Burgoyne foi então forçado a se retirar e suas forças acabaram se rendendo a um exército americano numericamente bem superior em Saratoga, o que o levou também a se render, formalmente, em 17 de outubro. A notícia da rendição de Burgoyne acabou por convencer em definitivo o governo da França a se aliar na guerra aos americanos. A participação francesa transformou a guerra em um conflito "global". Essa batalha também atraiu a Espanha para a causa americana.